# بتسی ناگلسن
 بتسی ناگلسن (انگلیسی: Betsy Nagelsen؛ زادهٔ ۲۳ اکتبر ۱۹۵۶) یک تنیس‌باز اهل ایالات متحده آمریکا است.